# Chövsgöl núr
Chövsgöl (mongolsky Хөвсгөл Нуур) je jezero na severu Mongolska. Rozkládá se v mezihorské tektonické propadlině, která je protáhlá ze severu na jih. Má rozlohu 2620 km², je 134 km dlouhé a maximálně 35 km široké. Leží v nadmořské výšce 1645 m a dosahuje hloubky 238 m. Je to nejhlubší mongolské jezero. Mezi sladkovodními jezery se řadí na 14. místo na světě a objem vody 381 km³ tvoří 1-2 % světových zásob.

## Vodní režim

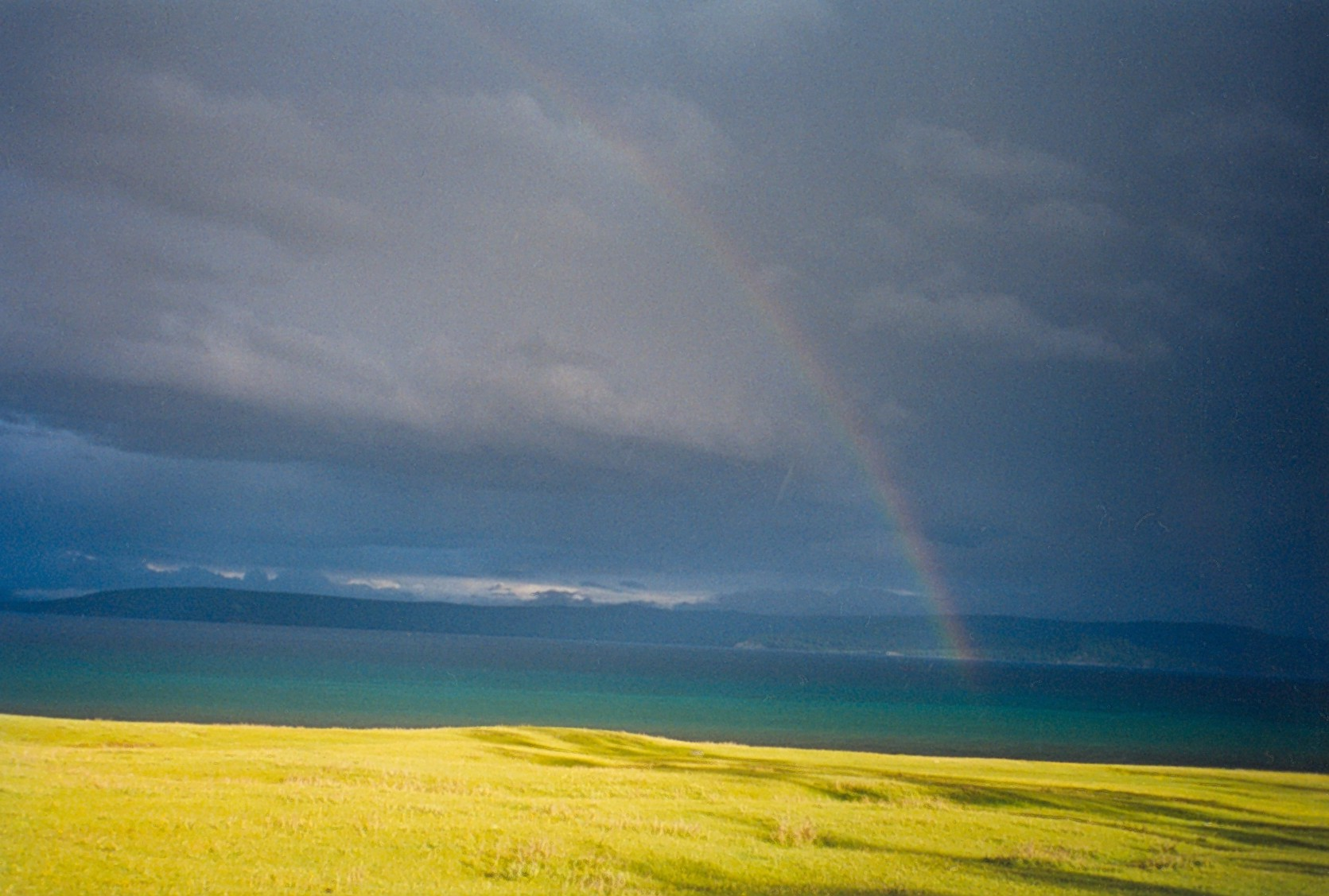
Duha na jezeře Chövsgöl

Do jezera ústí 96 řek a potoků. Odtéká z něj řeka Egín gol (povodí Selengy). Hlavním zdrojem vody jsou řeky a potoky (408,1 mm/rok), na srážky připadá 269 mm/rok a na podzemní zdroje 175 mm/rok. Odtok přes Egín 187 mm/rok a odpařování 665 mm/rok. Doba, za kterou se všechna voda v jezeře vymění činí 162,6 let.

## Vlastnosti vody
Jezero zamrzá od prosince do května.

## Využití
Je splavné a tvoří část přepravní cesty z Ruska (Irkutská oblast) do Mongolska. Největší přístavy jsou Chatgal na jihu a Chanch na severu. V okolních oblastech byly nalezeny zásoby fosfátů.
Polárníci Václav Sůra a Petr Horký přešli v roce 2016 ze severu na jih jako první na světě přes zamrzlé jezero.

## Fauna
Jezero je bohaté na ryby (lenok, lipan).